# Marsupi

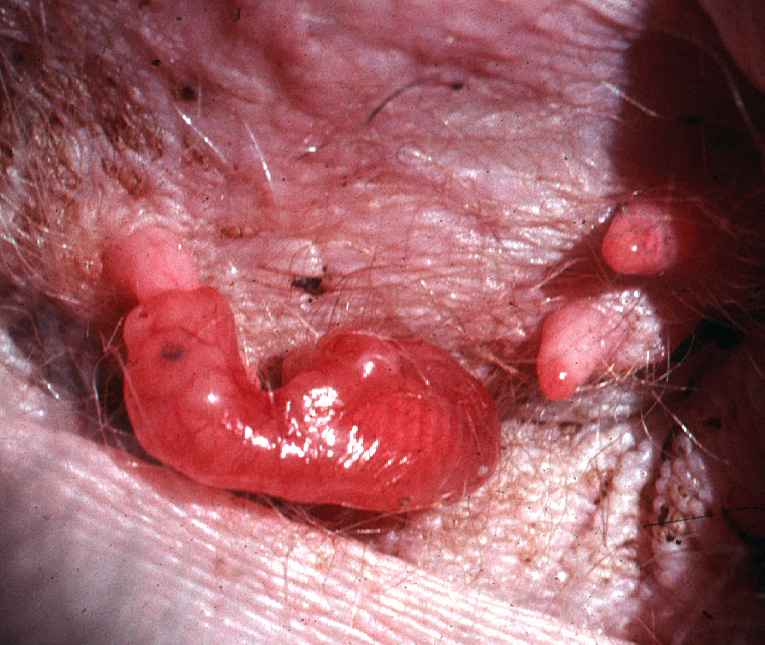
Cria de cangur dins del marsupi

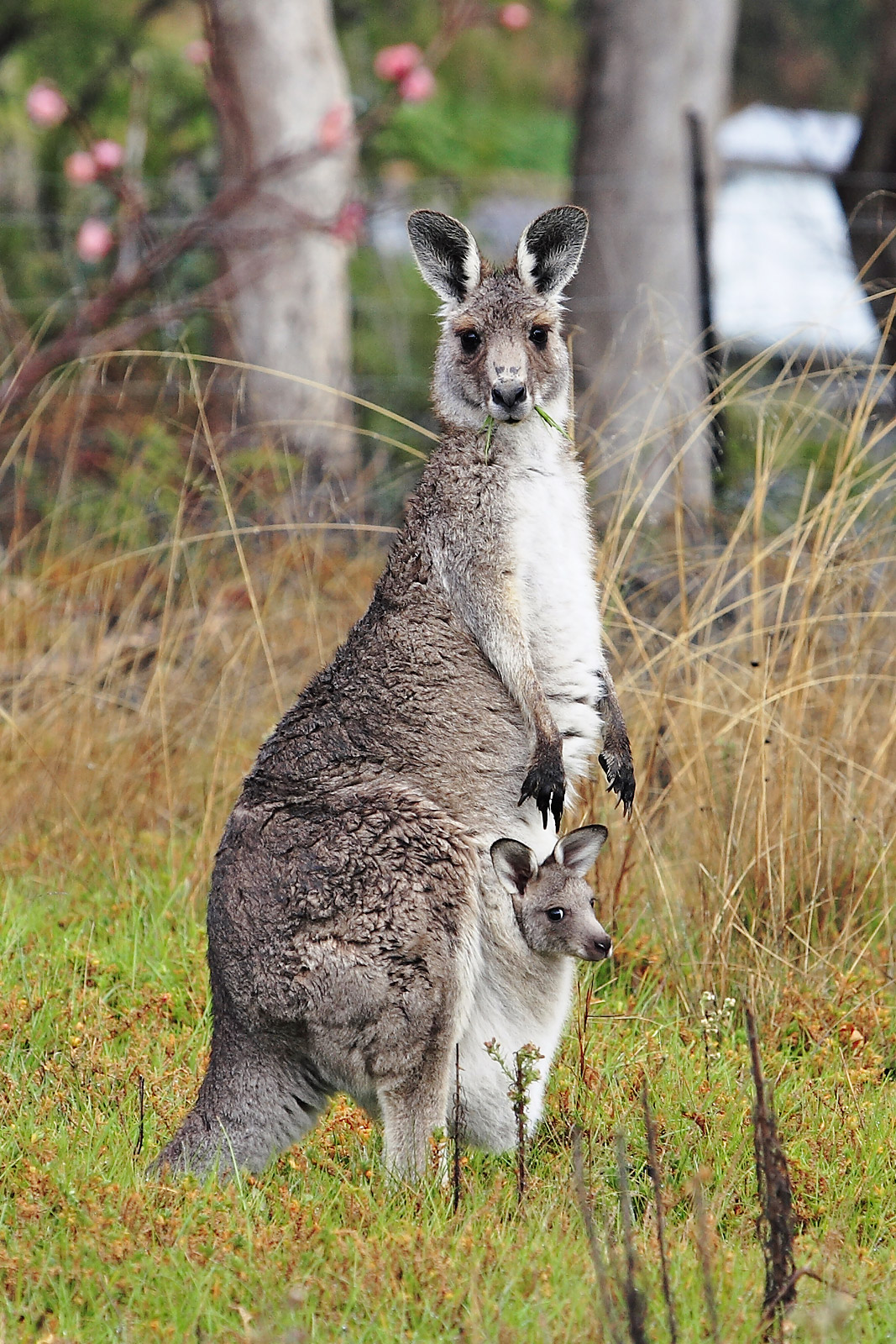
Cangur gris oriental amb una cria madura al marsupi

El marsupi és una característica distintiva dels marsupials femelles (i en casos rars, els mascles, com en l'opòssum aquàtic i el ja extint llop marsupial); el nom «marsupial» deriva del llatí marsupium, que vol dir 'bossa'. Els marsupials donen a llum un fetus vivent però molt poc desenvolupat, una cria de marsupial. Quan la cria neix, s'arrossega des de dins la mare fins al marsupi. El marsupi és bàsicament un plec de pell amb una única obertura que cobreix els mugrons per protegir la cria mentre es continua desenvolupant.
Els marsupis difereixen d'un marsupial a l'altre: per exemple, en els gats marsupials i els diables de Tasmània, el marsupi s'obre cap enrere i la cria només ha de desplaçar-se per una distància curta per tal d'arribar a l'obertura del marsupi. Mentre estan dins el marsupi, les cries romanen agafades el mugró i una vegada s'han desenvolupat abandonen el marsupi i ja no hi tornen. El marsupi del cangur s'obre horitzontalment a la part davantera del cos i la cria ha d'escalar una distància relativament llarga per arribar-hi. Els cangurs i ualabis permeten a les cries de romandre dins el marsupi fins i tot quan ja són físicament capaces de sortir-ne i sovint tenen dues cries diferents al marsupi, una de minúscula i una de completament desenvolupada.